# Maiken Nedergaard
Maiken Nedergaard ist eine dänische Neurobiologin am University of Rochester Medical Center und am Center for Basic and Translational Neuroscience der Universität Kopenhagen. In Rochester ist sie Professorin in den Abteilungen Neurologie und Neurowissenschaften. In Kopenhagen ist sie Professorin in der Abteilung Glial Therapeutics (gliabezogene Therapeutik).
Nedergaard ist insbesondere bekannt für die Entdeckung des glymphatischen Systems (Abfallentsorgung im Gehirn) im Jahre 2012 in Rochester wegen dessen Bedeutung bei der Vorbeugung gegen Demenz. Es ist daher sehr schnell Gegenstand intensiver Forschung geworden.

## Leben
Nedergaard studierte an der Universität Kopenhagen und erhielt dort 1983 einen Doktor der Medizin (MD) und 1988 einen Doktor in Medizinwissenschaft (DMSc).
Von 1993 bis 1994 war sie Associate Professor für Neurochirurgie am Weill Cornell Medical College. Anschließend war sie von 1994 bis 2003 Professorin für Zellbiologie, Anatomie und Neurochirurgie am New York Medical College.
Sie ist Mitglied der Königlich Dänischen Akademie der Wissenschaften und der Academia Europaea (2012), sowie Korrespondierendes Mitglied der Real Academia Nacional de Farmacia.

## Auszeichnungen
- 2014: Newcomb Cleveland Prize für die Veröffentlichung ihrer Arbeit über den Zusammenhang von Schlaf und Abfallentsorgung aus dem Gehirn[4]
- 2014: Novo Nordisk Foundation Laureate Research Grant: 7-jähriger Ehrenforschungsetat über 40 Millionen Dänische Kronen (5,5 Millionen Euro).[5]
- 2016: Olav Thon Foundation academic grant for Research: 4-jähriger Sonderforschungsetat über 10 Millionen Norwegische Kronen (1,13 Millionen Euro), gemeinsam mit Professor Erlend A. Nagelhus, Universität Oslo.[6]
- 2018: Ehrenprofessur (Prof. h. c.) der China Medical University, Shenjing, China[7]
- 2020: Thomas Willis Lecture Award der American Stroke Association[8]
- 2020: International Prize for Translational Neuroscience of the Gertrud Reemtsma Foundation für Forschungen zur Entfernung von Abfallstoffen aus dem Gehirn wie den amyloiden Plaques (gemeinsam mit Mathias Jucker und Roy Weller) – Die Vergabe erfolgt durch die Max-Planck-Gesellschaft. Der Preis ist mit 60.000 Euro dotiert.[9]
- 2022: Perl-UNC Neuroscience Prize
- 2024: HFSP Nakasone Award
- 2024: Ernst Schering Preis

## Bücher
- mit Rolf Dermietzel, David C. Spray: Blood-brain Barriers. From Ontogeny to Artificial Interfaces, Wiley-VCH, Weinheim 2006, ISBN 978-3-527-31088-3.